# 弗尔代什·德热
弗尔代什·德热（匈牙利語：Földes Dezső，1880年12月30日—1950年3月27日），匈牙利男子击剑运动员。他曾获得1908年和1912年夏季奥运会击剑比赛男子佩剑团体金牌。1912年，他移居至美国，并在克利夫兰创立一家诊所。